# Lipe cvatu, sve je isto k'o i lani
Lipe Cvatu (in italiano "I tigli stanno fiorendo") è una canzone del gruppo musicale jugoslavo Bijelo Dugme, contenuta nel settimo album del gruppo, Bijelo dugme (più noto come Kosovska djevojka, la "Vergine kosovara", poiché nella copertina era riprodotto il noto dipinto storico del pittore serbo Uroš Predić).
È caratterizzata dalla cornamusa valacca che introduce il brano e accompagna le evoluzioni vocali di Mladen Vojičić, meglio conosciuto con il soprannome di "Tifa", voce del gruppo dopo Željko Bebek, che era fuoriuscito dalla formazione nell'aprile del 1984.